# Palazzo Bovara
Palazzo Bovara è un edificio ottocentesco di Lecco; attualmente e dal 1928 rappresenta la sede dell'amministrazione comunale della città di Lecco, dopo essere stato il primo ospedale civile e, dal 1900 al 1928, tribunale.

Il suo nome deriva da Giuseppe Bovara, l'architetto che lo progettò e può trarre in inganno pensando all'altro palazzo Bovara (casa natale dell'architetto) ed a Villa Bovara, villa patrizia anch'essa realizzata dall'architetto.
Il palazzo fu progettato nel 1836 su commissione di Vittorio Cremona, Pompeo Redaelli e Antonio Muzzi per divenire il primo ospedale moderno di Lecco. I lavori si interruppero bruscamente nel 1843 a causa della scarsità dei fondi e per tanto, del progetto originario, fu completata solo una delle quattro corti. Solo nel 1854 verrà completata la facciata dell'edificio che affaccia su piazza Diaz su di un lato e su piazza Lega Lombarda da un altro.

## Storia
La parte più antica di Palazzo comunale fu progettata intorno al 1830 dall'architetto lecchese Giuseppe Bovara, autore anche del Teatro della Società e della Basilica di San Nicolò, oltre che di altri importanti monumenti della città.
Il progetto originario era molto più ampio di quello che venne poi concretamente realizzato: per l'esattezza l'attuale municipio è la quarta parte della costruzione progettata che, inaugurata nel giugno 1843, fino ai primi del Novecento fu la sede dell'ospedale cittadino e poi, per i successivi 20 anni, del Tribunale e dei Musei Civici di Lecco.
il 13 aprile 1928 Re Vittorio Emanuele III lo inaugurò come sede del municipio della città di Lecco a seguito della creazione della Grande Lecco cioè dall'unificazione di tutti gli ex comuni della conca lecchese avvenuta fra il 1923 e il 1928 che attualmente formano i rioni. Un'unificazione resa necessaria, nonostante l'opposizione causata dalla propria autonomia di alcuni ex comuni, dall'evoluzione che la città e i comuni limitrofi avevano subito, in particolare nel corso della seconda metà dell'Ottocento e nei primi anni del XX secolo.
I lavori per adattare l'ex-ospedale a sede dell'amministrazione comunale furono progettati dall'ingegnere Iosto Braccioni e durarono circa due anni durante i quali la Cappella del vecchio ospedale venne riattata per ospitare oggi la Sala del Consiglio Comunale.
Fino ad allora il palazzo civico era ubicato altrove e precisamente:
- fino al 1852, in Piazza S. Marta
- dal 1852 al 1862, in Via Contrada Larga, 214 (oggi Via Cavour, 41)
- dal 1862 al 1893, in Piazza del Mercato (oggi Piazza XX Settembre)
- dal 1893 al 1928, presso il Palazzo Ghislanzoni, in Via Roma 51.

Da allora le esigenze dell'ente locale e le sue competenze si sono notevolmente ampliate come la costruzione dei fabbricati annessi al primitivo edificio che ospitano attualmente gli uffici dell'anagrafe.
Sul lato opposto rispetto all'ingresso del cortile di Palazzo municipale sono poste due lapidi, entrambe importanti per la storia del comune in quanto ne ricordano due tappe fondamentali.
La prima fu posta nel 1958 e celebra il 110º anniversario dell'elevazione di Lecco al rango di città, riconoscimento attribuito nel 1848 dal Governo Provvisorio della Lombardia per i meriti conseguiti dai patrioti lecchesi nel corso delle Cinque giornate di Milano che li videro protagonisti fin dalle prime ore in soccorso ai milanesi insorti contro il Governo Austriaco. Con il ritorno degli austriaci, tuttavia, Lecco venne nuovamente declassata a borgo fino a che, con il conseguimento dell'Unità d'Italia, venne definitivamente riconosciuta città. 
La seconda lapide ricorda invece un episodio della storia più recente e precisamente il conferimento alla città della Medaglia d'argento al valor militare per attività partigiana per la partecipazione alla Lotta di Liberazione dal 1943 al 1945, concessa con decreto del Presidente della Repubblica del 19 settembre 1974 e consegnata in una memorabile cerimonia allo stadio comunale Rigamonti-Ceppi dall'allora Presidente della Camera On. Sandro Pertini.
Sulla facciata del palazzo, in posizione centrale, è stata posta nel 1932 la riproduzione in marmo dello stemma del comune ad opera dello scultore lecchese Luigi Milani.

## L'ambiguità della denominazione
Anche se è ormai entrata nell'uso giornalistico, si tratta di una denominazione errata, coniata negli anni Novanta dal settimanale Il giornale di Lecco contro la quale, a suo tempo, si espresse lo studioso ed esperto Gianfranco Scotti. Del resto, la stessa guida rossa del Touring club parla semplicemente di Municipio. Pertanto, se proprio si volesse usare il termine Palazzo, sarebbe quindi opportuno parlare di Palazzo civico.
A documentare l'introduzione della denominazione è il Giornale di Lecco del 13 marzo 1995 che pubblica una lettera di Gianfranco Scotti:
Nella risposta allo studioso, il Giornale di Lecco ammette l'abuso e spiega: